# Aarsdale
Aarsdale lub Årsdale – miejscowość w Danii na wyspie Bornholm (463 mieszkańców w styczniu 2012 r.), we wschodniej części wyspy.

## Położenie
Aarsdale leży na wschodnim krańcu wyspy Bornholm, pomiędzy miastami Svaneke i Nexø.

## Historia
Pierwsza wzmianka o Aarsdale pojawiła się w roku 1410, w związku z połowami śledzi w tej okolicy. Ówczesna nazwa miejscowości brzmiała Osdael. Wioska rybacka ze stałymi mieszkańcami istnieje od początku XVII wieku.

## Turystyka
Jedną z atrakcji turystycznych jest holenderski młyn (Aarsdale Mølle) z ostatniej ćwierci XIX wieku, napędzany siłą wiatru, położony na wzgórzu w południowej części wioski 55°06′14″N 15°08′35″W/55,103889 -15,143056. Jest jednym z 8 holenderskich młynów jakie znajdują się na wyspie. Obecnym właścicielem jest H.P. Mikkelsen, którego dziadek zbudował ten młyn w roku 1877. Ośmioboczna, ceglana budowla ma wysokość 20 m.
Przez miejscowość przebiega szlak rowerowy Rønne-Almindingen-Aarsdale.